# Emilie Mechelin
Johanna Sofia Emelie Mechelin, född 8 april 1838 i Fredrikshamn, död 22 december 1917 i Fredrikshamn, var en finländsk operasångerska (sopran) och sångpedagog.
Mechelin var dotter till riksrådet Gustaf Johan Mechelin och Amanda Gustava Sagulin. I familjen föddes fem barn, varav Emelie var äldst. En av sönerna var politikern Leo Mechelin. Mechelin studerade sång hos Gustave Roger, Jean Jacques Masset och Pauline Viardot-García vid konservatoriet i Paris 1865–1867. Hon fortsatte studera i Paris 1869–1870 och studerade 1873–1874 sång för operasångerskan Signe Hebbe i Stockholm.
Omedelbart efter hemkomsten till Finland 1868 begav sig Mechelin ut på en konsertturné. Hon fick då tillfälle att uppträda vid teatern Arkadia och vid Svenska Teatern, som då ännu hette Nya Teatern, i Helsingfors. Parallellt med karriären som sångerska, arbetade Mechelin som sångpedagog och var 1882–1885 lärare vid Helsingfors musikinstitut. 1885 flyttade hon via Oslo till Stockholm, där hon fortsatte undervisa. Hon återkom till Finland 1888 och bedrev sångpedagogik fram till 1902. Bland hennes elever märks Emmy Achté, Abraham Ojanperä och Ida Basilier.